# Piton Boucher
Piton Boucher är ett berg i Martinique.  Det ligger i den västra delen av Martinique, 11 km norr om huvudstaden Fort-de-France. Toppen på Piton Boucher är 1 069 meter över havet. Det är en av topparna i bergsmassivet Pitons du Carbet.